# 이시카와촌 (교토부)
이시카와촌(일본어: 石川村)은 일본 교토부 요사군에 있던 촌이다.

## 역사
- 1889년 4월 1일 - 정촌제 시행에 의해 요사군 이시카와촌이 단독으로 지자체를 형성하였다.
- 1955년 3월 1일 - 이와야촌, 이치바촌, 미고우치촌, 야마다촌과 합병해 노다가와정이 성립, 동일 이시카와촌은 폐지되었다.

## 참고문헌
- 가도카와 일본 지명 대사전 26 京都府